# Communauté urbaine de Cherbourg
Die Communauté urbaine de Cherbourg ist ein ehemaliger französischer Gemeindeverband mit der Rechtsform einer Communauté urbaine im Département Manche in der Region Normandie. Sie wurde am 1. Januar 1971 gegründet und umfasste fünf Gemeinden. Ihr Verwaltungssitz befand sich in der Stadt Cherbourg-Octeville.
Mit Wirkung vom 1. Januar 2016 wurde der Gemeindeverband aufgelöst und in eine Commune nouvelle unter dem Namen Cherbourg-en-Cotentin transformiert.

## Ehemalige Mitgliedsgemeinden
1. Cherbourg-Octeville
2. Équeurdreville-Hainneville
3. La Glacerie
4. Querqueville
5. Tourlaville